# Fina Calleja
Fina Calleja es una actriz de teatro y televisión de España.

## Trayectoria
Estudió en la Real Escuela de Arte Dramático y Danza de Madrid, y es licenciada en Ciencias de la Información por la Universidad Complutense. Durante años combinó la actividad escénica con diversos trabajos en los medios de comunicación. Es miembro de la compañía Sarabela Teatro desde 1998. Dirigió su interés hacia el mundo de la interpretación y las áreas de voz y dramaturgia. Es actriz y docente en el Aula de Teatro Universitaria de Orense, y asume, en el marco de Sarabela Teatro, las responsabilidades de distribuidora y productora artística.
Recibió el premio María Casares al mejor texto adaptado por las versiones teatrales de El lápiz del carpintero y Segismunda, compartido con Ánxeles Cuña Bóveda y Begoña Muñoz. Intervino como actriz en varias series de televisión y creó y dirigió Cristóbal y el libro de las maravillas, espectáculo infantil de Sarabela Teatro.

## Televisión

### Series
- A vida por diante (2006)
- A solaina
- Criaturas
- Padre Casares en TVG (2008-2015)
- Augasquentes Ficción produccións para TCG (2016)
- Juana de Vega para Zennit (2016)
- El final del camino (2016)
- Viradeira (2017)